# Marinus I
Marinus I, född i Gallese, Toscana, död 15 maj 884, var påve från den 16 december 882 till sin död, 15 maj 884. 

## Biografi
Marinus var son till en präst vid namn Palumbo, var född i Gallese, och inträdde i kyrkans tjänst när han var tolv år. Leo IV vigde honom till subdiakon, och efter att han blivit diakon sändes han på flera betydelsefulla ambassader till Konstantinopel. Marinus var påvens legat vid åttonde ekumeniska konciliet i Konstantinopel (869–870), blev sedan biskop av Caere (dagens Cerveteri) i Toscana, skattmästare (arcarius) i kurian, ärkediakon, och användes senare ännu en gång som sändebud i Konstantinopel.
Genom misstag har Marinus I och Marinus II i vissa påvelängder uppförts under namnen Martin II och Martin III och därigenom vållat oriktig nummerföljd i avseende på två påvar med detta namn.
Marinus valdes möjligen till påve samma dag som Johannes VIII dog, och konsekrerades utan att invänta godkännande från kejsaren Karl den tjocke. Under sitt pontifikat friade han alla engelsmän i Schola Anglorum (engelsmännens högkvarter i Rom) från skatt, på begäran från kung Alfred av England. Han fördömde Fotios personligen.